# Johann Lothar von der Hauben

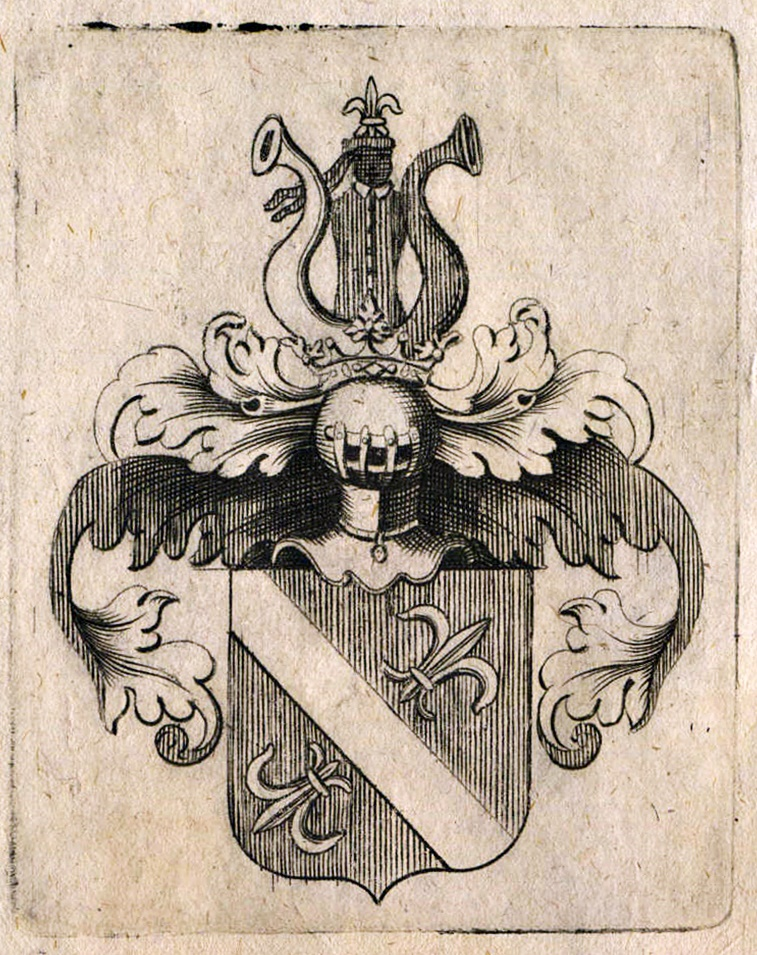
Familienwappen

Johann Lothar von der Hauben (* 1655; † 25. Januar 1723) war ein deutscher Freiherr, sowie Dom- und Stiftsherr in Worms.

## Herkunft und Familie
Er entstammte dem alten Pfälzischen Adelsgeschlecht von der Hauben und war der Sohn des Hans Georg von der Hauben († 1691) sowie seiner Gattin Katharina Megenzer von Velldorf. Von seinen fünf Brüdern amtierten Johann Ernst (1648–1677) und Johannes († 1700) ebenfalls als Domherren zu Worms. Bekanntester Bruder war der Feldmarschallleutnant Johann Georg von der Hauben († 1717), einer der drei ranghöchsten 1717 vor Belgrad gefallenen christlichen Soldaten. Weitere Geschwister sind Johann Friedrich, der 1709 als kaiserlicher Oberst und Kommandeur des Markgraf Ludwig Georg Simpert von Baden-Baden unterstehenden Regiments „Altbaden“, in der Schlacht bei Malplaquet fiel, sowie Johann Carl († 1726), welcher als letzter Überlebender die Familienbesitztümer erbte und mit dem das Geschlecht im Mannesstamm ausstarb.

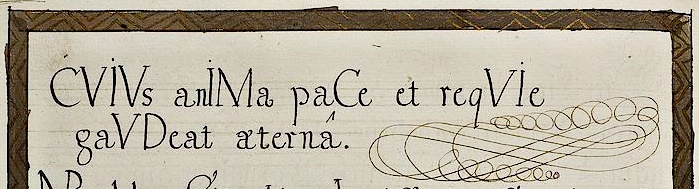

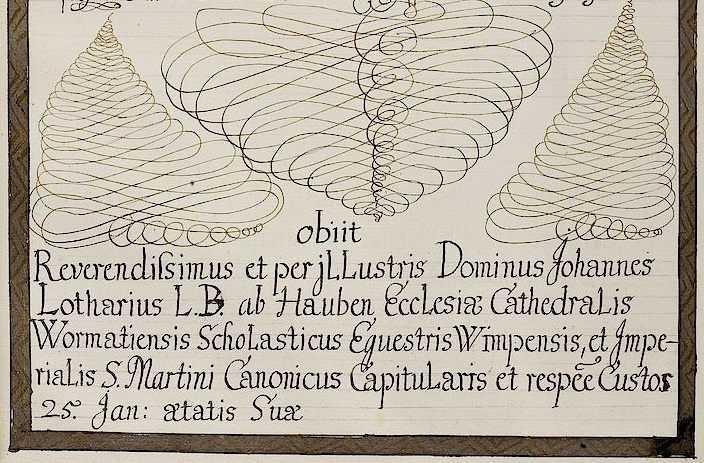
Überlieferte Epitaphinschrift aus dem Thesaurus Palatinus, darüber das Chronogramm mit der versteckten Jahreszahl 1723

## Leben
Johann Lothar von der Hauben trat in den geistlichen Stand ein. Er wurde Domherr in Worms, sowie Kapitular am Wormser Martinsstift und am Ritterstift Wimpfen. Am Martinsstift bekleidete er auch das Amt des Kustos.
1715 avancierte Johann Lothar von der Hauben, als Wormser Domkapitular, zum Scholaster des Domstiftes. Diese Funktion übte er bis zu seinem Tod aus.
Der Kleriker starb 1723, vermutlich in Worms, und wurde in der zum Dom gehörenden St. Johanneskirche beigesetzt. Diese hat man um 1807 abgerissen und das dort ehemals vorhandene Epitaph ging verloren. Seine Inschrift, mit Chronogramm, wird im Band 2 des Thesaurus Palatinus, von Johann Franz Capellini von Wickenburg († 1752) überliefert.
Über den Bruder Johann Georg von der Hauben war der Regensburger bzw. Freisinger Fürstbischof Maximilian Prokop von Toerring-Jettenbach (1739–1789) sein Großneffe.